# SS E. A. Bryan
SS E. A. Bryan – statek transportowy typu Liberty nr. 2761 zbudowany w okresie II wojny światowej.
Stępkę pod statek położono w stoczni Permanente Metals Corporation 11 lutego 1944. Maszyna parowa została zbudowana w zakładach Joshua Hendy Ironworks. Wodowanie odbyło się 29 lutego, statek wszedł do służby 8 marca 1944.
17 lipca 1944 w czasie załadunku amunicji na statek doszło do eksplozji, w wyniku której zginęło ponad 300 osób i doszło do znacznych strat materialnych.